# بانغكينانغ
بانغكينانغ (بالإنجليزية: Bangkinang)‏ هي منطقة سكنية تقع في إندونيسيا في رياو.